# Miss Brasil 1955
Miss Brasil 1955 foi a 2ª edição do Miss Brasil, válido para a disputa de Miss Universo 1955. O concurso que elegeu a cearense Emília Correa Lima foi realizado no dia 25 de junho de 1955 no hotel Quitandinha, localizado em Petrópolis, no Estado do Rio de Janeiro. Sob patrocínio dos produtos "Cinzano", "Companhia América Fabril", "Companhia de Fiação e Tecidos Corcovado", "Laboratório Leite de Rosas" e dos Diários e Emissoras Associados, o certame conseguiu reunir dezenove (19) distintas moças de diversos Estados brasileiros em busca do título sucessório de Martha Rocha.

## Resultados

### Colocações
| Posição   | Estado & Candidata                                                                            |
| --------- | --------------------------------------------------------------------------------------------- |

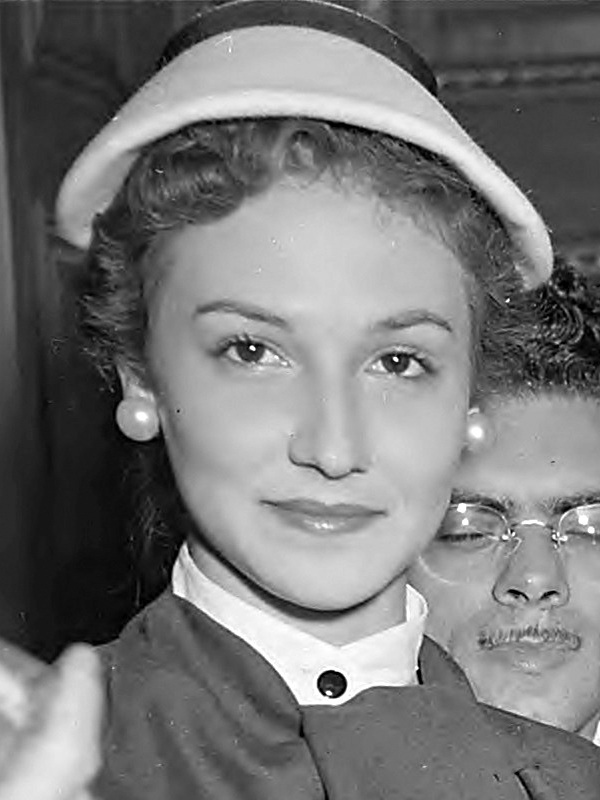
A vencedora Emília Barreto

| Vencedora | - Ceará - Emília Correa Lima                                                                  |
| 2º. Lugar | - Amazonas - Annete Stone 1 - Estado do Rio - Ingrid Schmidt 1 - São Paulo - Ethel Chiaroni 1 |
| 3º. Lugar | - Pará - Gilda Medeiros                                                                       |

1 As candidatas ficaram empatadas em segundo lugar com 2 votos cada. 

### Ordem do Anúncio
1. Ceará
2. Amazonas
3. Pará
4. São Paulo
5. Estado do Rio

## Jurados
Quinze jurados avaliaram as candidatas:
| 1. Herbert Moses, presidente da ABI; 2. Tereza de Souza Campos, socialite; 3. Cândido Mota Filho, Ministro da Educação; 4. Francisco Olímpio de Oliveira, representante da "Cinzano"; 5. Austregésilo de Athayde, oficial do Gabinete Presidencial; 6. João Calmon, diretor dos "Diários Associados"; 7. Antônio Accioly Neto, diretor "O Cruzeiro"; 8. Leão Veloso, escultor; | 1. Brício de Abreu, crítico teatral; 2. Romeu Buomínio, representante do "Leite de Rosas"; 3. Fábio Ramos, representante da "Distribuidora Brasileira de Filmes"; 4. Edgard Prado, representante da "Distribuidora Brasileira de Filmes"; 5. Guilherme Figueiredo, representante dos tecidos "Corcovado"; 6. Alfredo Brum, representante dos maiôs "Catalina"; 7. Auro de Moura Andrade, senador; |

## Candidatas
Disputaram o título este ano:
| - Alagoas - Bertini Mota de Barros - Amazonas - Annete Stone - Bahia - Maria Eunice Dias de Assis - Ceará - Emília Barreto Correa Lima - Distrito Federal - Elvira da Veiga Wilberg - Espírito Santo - Joselina Cipriano - Estado do Rio - Ingrid Schmidt - Goiás - Adelly Vieira da Silva - Maranhão - Simei Ribeiro Bílio - Mato Grosso - Zuleida Assaf de Melo | - Minas Gerais - Maria Aparecida Benz - Pará - Maria Gilda Rodrigues de Medeiros - Paraíba - Maria Bernardete Silva - Paraná - Vilma Maria Sozzi Wagner - Pernambuco - Alba Carneiro de Souza Leão - Rio Grande do Norte - Maria José Varela Pachêco - Rio Grande do Sul - Rosa Lúcia Alamon Barcelos - Santa Catarina - Ana Maria Heusi Siqueira - São Paulo - Ethel Chiaroni |

## O Concurso

### Veículos sociais
Algumas impressões pessoais do jornalista José Mauro do "O Jornal (RJ)" sobre as finalistas do certame:
Ingrid Schmidt, a jovem representante do Estado do Rio, foi uma das mais aplaudidas, principalmente quando desfilou em traje de "soirée". Depois do resultado, Ingrid estava feliz, achando justa a vitória de Emília. Mas, não escondeu, até os últimos momentos, a sua esperança de vencer.
Ethel Chiaroni, loura, alta, elegante e bonita, representou São Paulo no desfile e foi uma das finalistas. Desfilou com o modelo "Bandeirantes" e chegou a finalista empatada com Emília: quatorze votos cada uma, Ethel também conformou-se rapidamente com a vitória de Emília. E foi das primeiras a levar-lhe o seu abraço de felicitações.
A grande surpresa da noite foi Annete Stone, jovem representante do Amazonas, que desfilou com o vestido "Seringal". Anette é do tipo "mignon", e conquistou logo o público que superlotava o Quitandinha. Facilmente chegou a finalista. Annete tem sido homenageadíssima no Rio.
Miss Pará, Gilda Medeiros, também obteve classificação entre as cinco finalistas. Morena (tipo bem brasileiro) alta, elegante, desfilou com classe, e foi muito aplaudida. É inteligente e viajada.
Miss Minas Gerais, Maria Aparecida Benz, aviadora, chegou ao Rio pilotando seu próprio avião. Ficou hospedada na residência do deputado Guilhermino de Oliveira e foi muito homenageada pelo Srº e Srª Vinicius Valadares.
A campeã de simpatia, sem qualquer dúvida, foi a bela Simei Ribeiro Bílio, Miss Maranhão. Todos os organizadores do concurso ficaram bons amigos de Simey que sempre foi disciplinada, pontual e atenciosa. Desfilou bem e foi devidamente aplaudida.